# Енніскорті
Енніскорті (ірл. Inis Córthaidh) — друге за величиною місто в графстві Вексфорд, Ірландія. За переписом 2016 року, населення міста та околиць становило 11 381. Місто розташоване на мальовничій річці Слейні та в безпосередній близькості від гір Блекстарс та найдовшого пляжу Ірландії Курракло. Місто-побратим з містом Жимон, Франція.  База даних назв місць в Ірландії не проливає світла на походження назви міста. Це може стосуватися або «острова Кортаїд», або «Острова скель». Кафедральний собор Римсько-католицької єпархії Папоротей розташований у місті, а також безліч інших історичних пам'яток, таких як замок Енніскорті та ключове місце битви повстання 1798 року.

## Історія

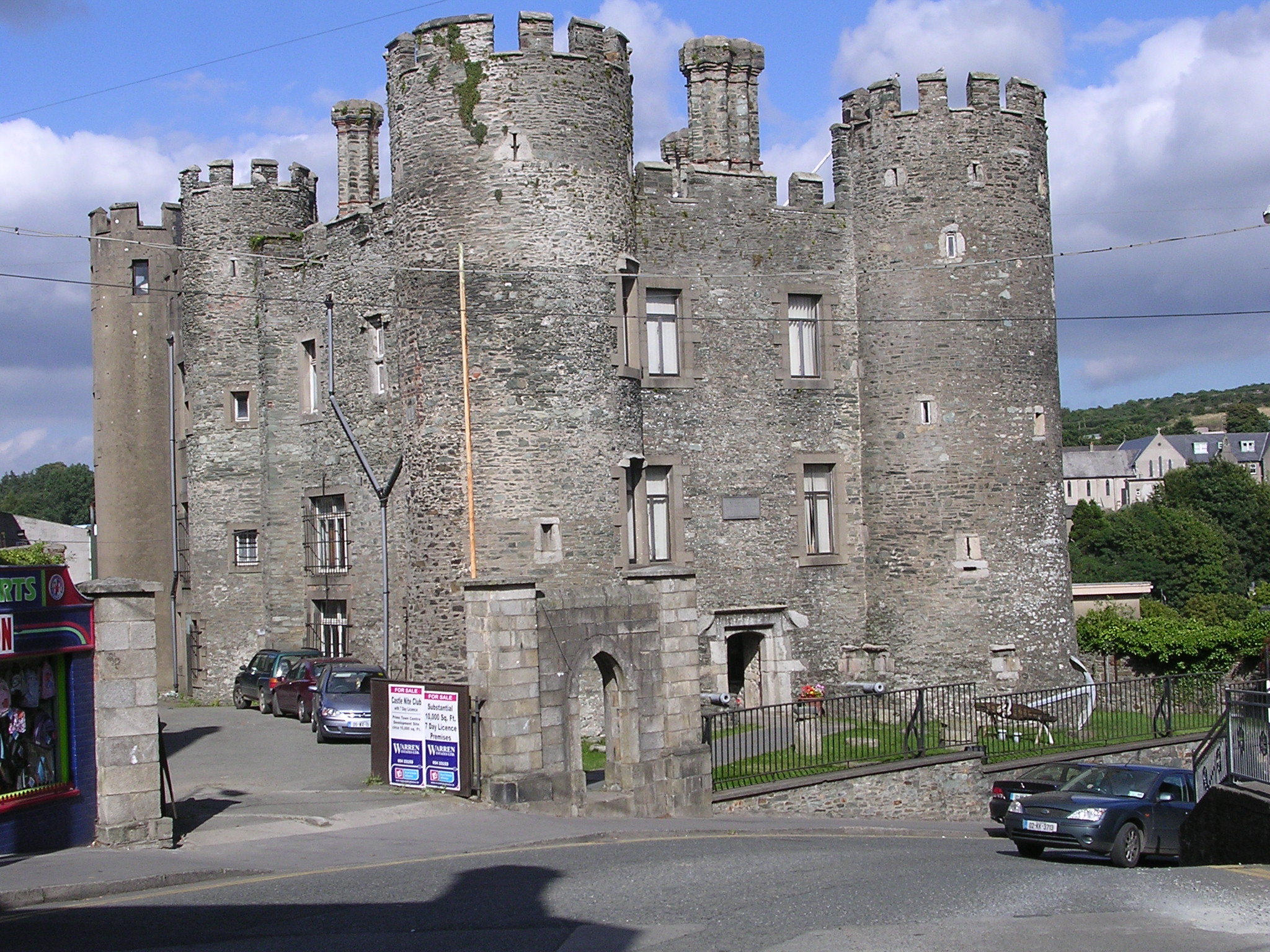
Замок в Енніскорті, Ко Вексфорд

### Замок Енніскорті
Замок Енніскорті - це вражаючий нормандський оплот, який датується 1205 роком і був приватним житлом до 1951 року. Замок був побудований ДеПрендергастами. На початку 1580-х років поет Едмунд Спенсер орендував майно, яке включало замок. 
Замок також колись належав серу Генрі Волопу. Замок був місцем багатьох запеклих битв у роки Кромвеля, а також під час підйому 1798 року. У замку розміщений музей округу Вексфорд, який містить обширний матеріал, пов`язаний з повстанням, а також предмети місцевого та сільськогосподарського значення. Він був закритий на капітальний ремонт з 2007 року по травень 2011 року.

### Оцтовий пагорб

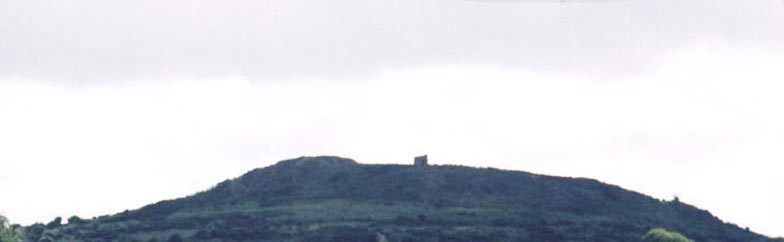
Оцтовий пагорб - вид з Енніскорті.

Оцтовий пагорб ( Cnoc Fhiodh na gCaor на ірландській мові, що перекладається як «пагорб ягідного дерева»), пагорб у формі пудингу з видом на місто, був найбільшим табором і штабом повстанців 1798 року, які тридцять днів контролювали графство Вексфорд проти значно вищих сил перед їх поразкою 21 червня. Однак багатьом вдалося втекти на південь через розрив, залишений британськими лініями генералом Нідемом (нині відомим як Розрив Нідема). У цей час Бошан Багнелл Харві був оголошений президентом Вексфордської республіки.

### Національний центр повстання 1798 року

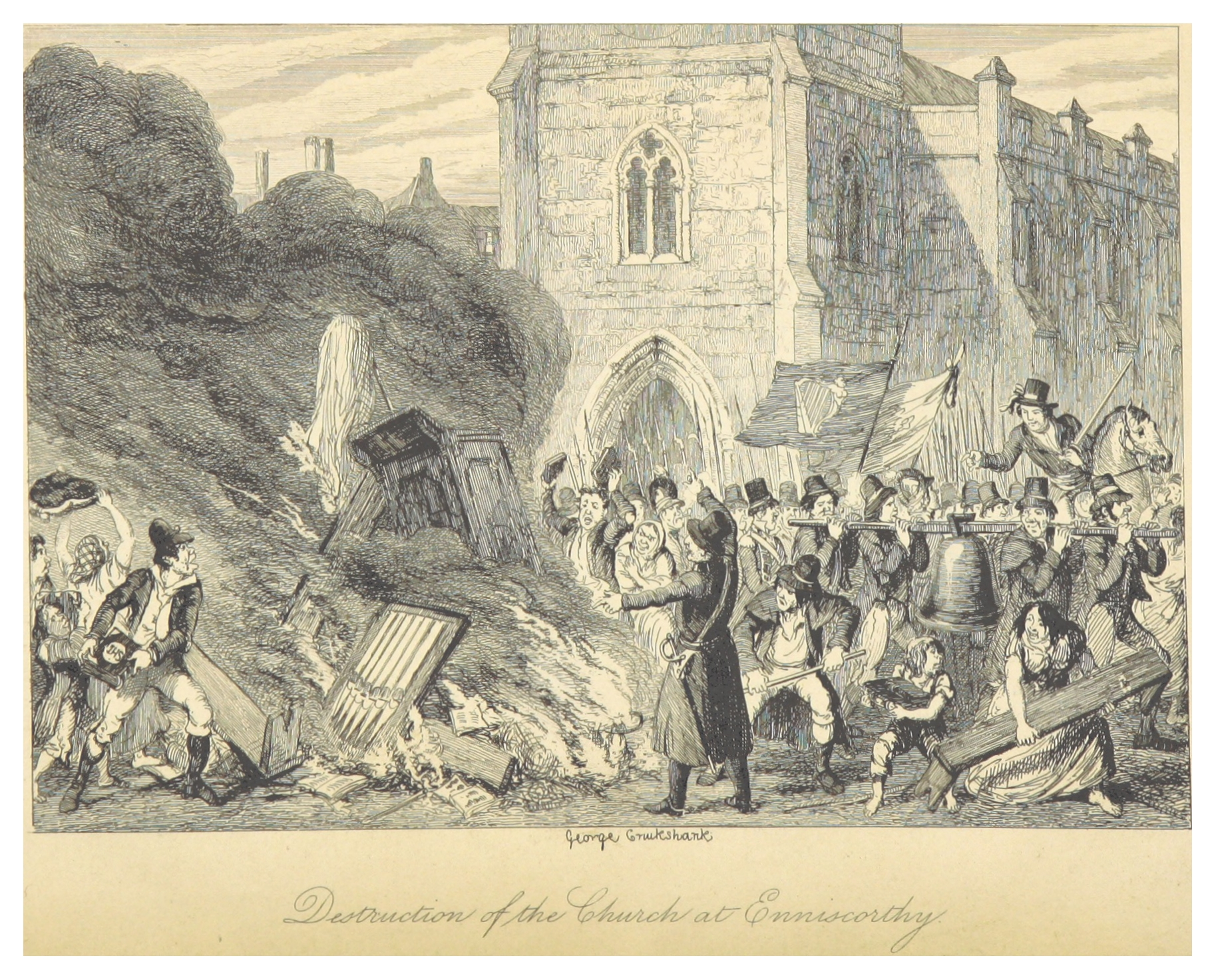
Руйнування церкви Енніскорті - ілюстрував Джордж Крукшенк (1845)

Національний центр повстання 1798 року присвячений історії та наслідкам Повстання 1798 року, встановлюючи його в європейському контексті. Він розміщений у колишньому монастирі Згромадження братів християн. Центр пропонує людям можливість побачити, які відомі діячі брали участь у Повстанні 1798 року.

### Собор Святого Ейдану

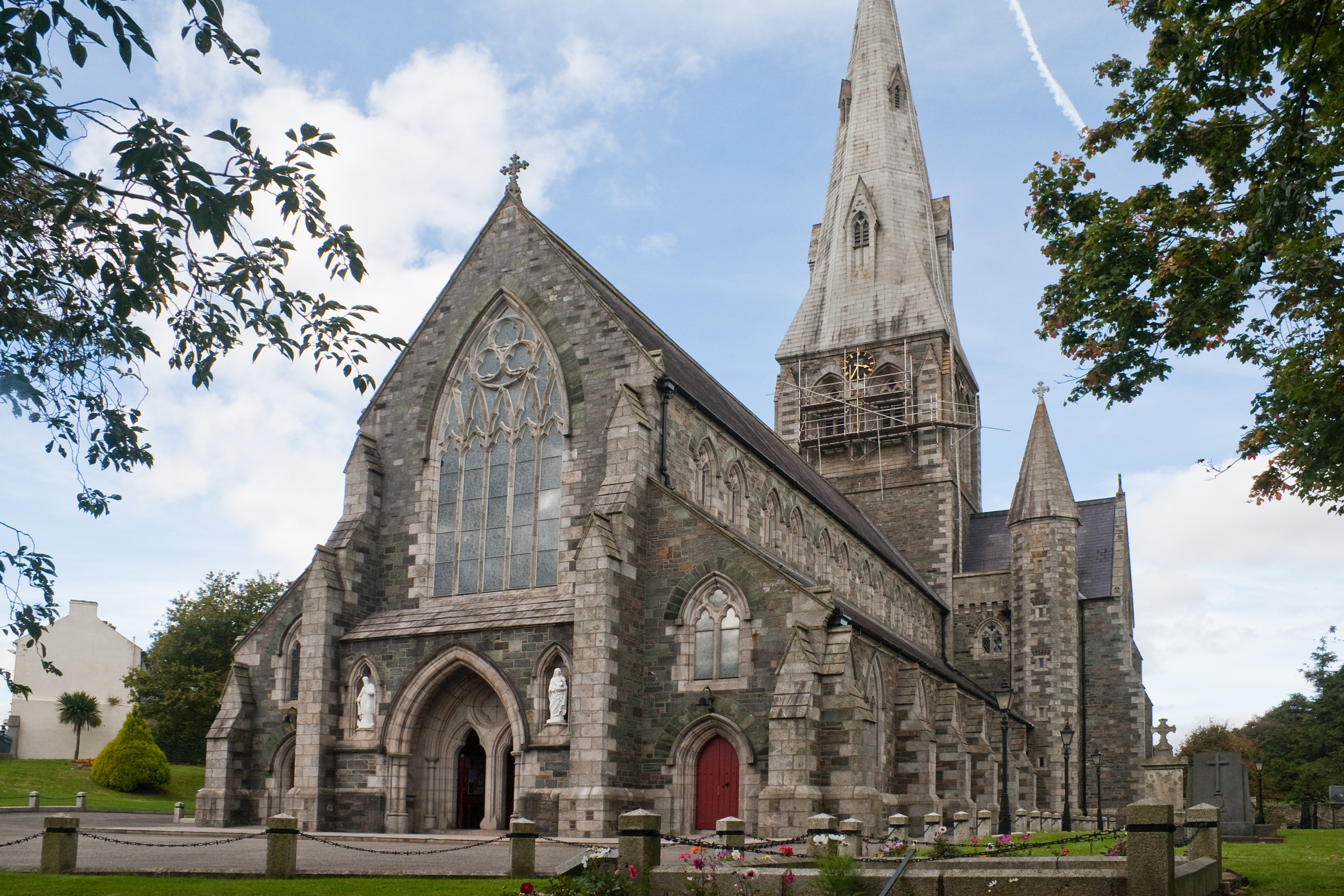
Собор Святого Ейдану, Енніскорті

Після пом'якшення покарання на початку XIX століття римо-католицькій громаді вдалося розглянути можливість побудови собору замість храму в Папороті, який був відведений для використання Ірландською церквою під час англійської Реформації. Побудований в 1843 році собор Святого Ейдана  був спроектований Августом Велбі Пугіном, відомим тим, що спроектував Лондонські палати парламенту. Собор виконаний в тому ж неоготичному стилі. Помітні особливості включають вражаючий фасад, рередо, вирізані з каменю Каен, і велике північне вікно із хитромудрими кам'яними ажурними малюнками. Згодом собор був значно відремонтований (відповідно до реформ, оприлюднених Другим Ватиканським Собором). Він був відновлений до свого майже оригінального дизайну в 1994 році, коли були використані автентичні кольори, матеріали та техніки. Реставрація зайняла рік, і в цей час у церкві св. Марії (Ірландська церква) відбувались соборні служби.

### 1916 р.: підйом
У 1916 р. Патріоти Енніскорті знову зайняли своє місце в історії, коли Джеймс Конноллі попросив добровольців Енніскорті взяти і утримувати залізничну лінію, щоб не допустити посилення до Дубліна. 600 добровольців захопили місто на чолі з Робертом Бреннаном, Шеймусом Дойлом та Дж. Р. Еттінгемом, вони оточили поліцейський відділок, але не намагалися його взяти. Казарму РІК утримували інспектор міліції та п’ять констеблів, тоді як сержант РІК та один констебль заважали повстанцям взяти банк у місті. Вони створили свою штаб-квартиру в Афінеумі і тримали контроль, доки Падрайг Пірс не попросив його здатися.
Добровольці також встановили міцну позицію на Оцтовій горі, звідки відкривається вид на місто. Залізничну лінію перерізали, а чоловіків відправили в Горей та Фернс. Уряд відповів, відправивши силою понад 1000 чоловік, щоб повернути Енніскорті, а повстанці пішли на свої позиції на Оцтовому пагорбі. До того, як воєнні дії змогли розвинутися, прибула звістка про капітуляцію Дубліна, але добровольці відмовились вірити цьому. Щоб уникнути кровопролиття, командуючий армією полковник ФА Френч запропонувала безпечну поведінку лідерам Вексфорду, щоб вони могли поїхати до Дубліна і почути про капітуляцію безпосередньо від Пірса. Смертельних випадків не було.

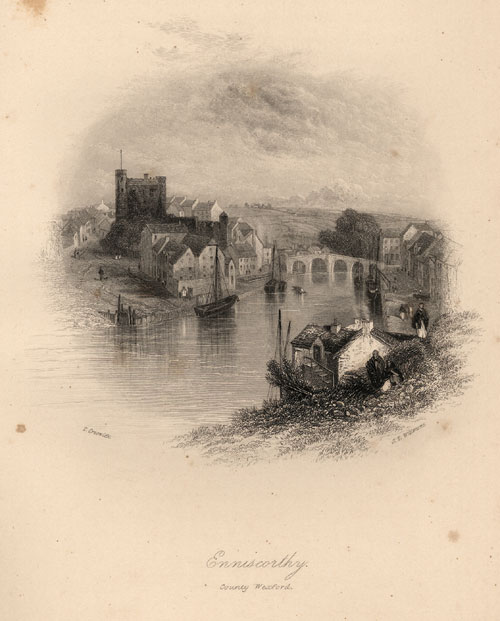
Енніскорті в 1837 році

### Рання авіація
Перший успішний рейс з Великої Британії в Ірландію здійснив з селища Гарвік у Гудвіку 22 квітня 1912 року Денис Корбетт Вільсон, який летів на Блеріо XI. Політ тривав одну годину 40 хвилин, приземляючись біля Енніскорті, Ірландія. Досягнення було відзначено на святкуванні Столітнього ювілею, яке відбулося у Фішгарді та Гудвіку на вихідних 21/22 квітня 2012 року, та в спеціально замовленій сценічній постановці Дерека Вебба під назвою «100 хвилин», яка відбулася того ж тижня у Фішгарді та Вексфорді. 

## Зручності
Енніскорті розташований біля річки Сланей, і біля нього на півночі та на півдні, на західному березі, є прибережні прогулянки. Поруч є такі пішохідні стежки, як Оцетгілл, ліс Рінгвуд, ліс Бородал та пагорб Оуларт.
Є плавальний басейн / центр відпочинку, кілька спортивних майданчиків, включаючи регбі-клуб, футбольні клуби, клуби GAA та кілька готелів, включаючи чотиризірковий Riverside Park Hotel та Leisure Club. За межами міста є 18-лункове поле для гольфу, кілька поля для гольфу та путів, прісноводна риболовля, а поруч із «The Still Pond» знаходиться п'ятизірковий спа-центр Monart Spa Hotel.
Місто також є базою для пригод, таких як катання на байдарках по річці Слані, катання на гірських велосипедах на пагорбі Брі або піші прогулянки в горах Чорних сходів.
У місті є ряд історичних пам'яток та музеїв, а також Центр мистецтв та театральні колективи.
Це кафедральне місто єпархії Папоротей і має дві католицькі церкви, розкинуті на двох парафіях - Святого Ейдана та Святого Сенана, під тінню Оцтової Гірки. У місті також є Ірландська церква, спільна методистська / пресвітеріанська церква, неконфесійна християнська християнська церква, зал засідань Товариства друзів та масонська ложа.

## Події

### Стежка мистецтв Енніскорті
Заснована в 2018 році, Енніскорті Мистецька стежка - це ініціатива, яку очолюють митці, і бачить, що пусті будівлі в місті Енніскорті перетворюються та пропонуються художникам-візуалістам як галерейні простори, центри майстерень та культурні центри під час вихідних вихідних свят у серпні. Enniscorthy Arts Trail також пропонує низку екскурсій та мистецьких вистав, організованих церквою Св. Марії та Презентаційним центром. 

### Фестиваль їжі в Енніскорті
Фестиваль їжі Енніскорті Рокін є щорічним святом серпневих банківських свят в Енніскорті з 2016 року  Це, в основному, безкоштовні концерти на відкритому повітрі 1950-х років / тематика Рокабілі, продовольчі та ремісничі маркети, ремісничий продовольчий ринок, а також заходи та заняття для дорослих та дітей. Поряд із фестивалем у місцевих кафе та ресторанах працюють семінари з їжі та напоїв. Фестиваль їжі Енніскорті Рокін був заснований в результаті об'єднання низки менших фестивалів громад, що проходили в Енніскорті. Комітет вирішив, що є попит на один більший фестиваль, що поєднує всі елементи фестивалів менших громад. 
Блюз-фестиваль Blackstairs - це також щорічна подія, яка включає міжнародних та місцевих виконавців у різноманітні концерти та майстер-класи, які проводяться ввечері. [джерело?]  Ще одна музична подія - фестиваль ритмів та танцю Enniscorthy Street, що проходить протягом двох вихідних у серпні і включає парад, феєрверки, концерт та танцювальні майстер-класи.[джерело?] Полуничний ярмарок, який проводиться щорічно та проходить в останній тиждень червня.

## Освіта
У Енніскорті є чотири школи другого рівня: Coláiste Bríde, CBS St. Mary's, Професійна школа Enniscorthy та Meánscoil Gharman та чотири початкові школи - St. Aidan's, St. Mary's, St. Senan's і Gaelscoil Inis Córthaidh. У місті також є цілий ряд високоякісних варіантів догляду за дітьми.

## Мистецтво та розваги
Головне місце образотворчого мистецтва та розваг - Центр презентаційних мистецтв - знаходиться на місці колишнього монастиря.   Офіційно відкритий у 2012 році, це цілком доступне багатофункціональне мистецьке приміщення, яке розробляється та просувається Центром мистецтв Вексфорда та Радою округу Вексфорд.   Театральний простір Центру презентаційних мистецтв зберігає більшість особливостей оригінальної монастирської церкви 19 століття, включаючи оригінальні вітражі, декоративні дерев'яні стелі, оригінальну підлогу з кільцями та кілька декоративних арок. У Центрі презентаційних мистецтв проводяться численні виставки на рік, з особливим акцентом на підтримку та просування нових художників. 
Енніскорті - будинок Вексфордської Керол, різдвяної пісні, що датується 16 століттям або, можливо, значно раніше.
У літературі Енніскорті згадується у розділі  Ітака Улісса Джеймса Джойса (с. 812) як примітка у книзі, що належить Леопольду Блуму, де вона описується як «Енніфкорті, графство Вексфорд, найкрасивіше місце у світі».
Енніскорті також є домом Ейліс Лейсі, центрального персонажа роману Бруклін та його екранізації. У сюжеті, який відбувається на початку 1950-х, Ейліс подорожує одна з Енніскорті до Брукліна через відсутність можливостей для неї вдома. Енніскорті вважається одним із місць зйомок фільму. 

## Економіка
Нинішня економіка Енніскорті - це поєднання секторів, включаючи виробництво продуктів харчування (наприклад, Slaney Foods), машинобудування (наприклад, Aircon Mech), ІКТ (наприклад, Taoglas), фінансові послуги (наприклад, Opus Funds), науки про життя (наприклад, Becton Дікінсон), гостинність (наприклад, готель Riverside Park) та будівництво (включаючи високоефективні будівлі через Навчальний центр NZEB.

### Бізнес-технологічний парк Енніскорті
В даний час[коли?] рада округу Вексфорд  розробляє новий Бізнес-технологічний парк на приблизно 14,45 га недалеко від центру міста. [джерело?]

### Лікеро-горілчаний завод Девіса
Вже в 1824 році Френсіс Девіс, мельник, керував спиртовим бізнесом зі свого млина в Енніскорті.  Тоді Девіс використовував Джона Маллалі як дистилятора. Раніше Муллалі працював дистилятором у компанії John McKenzie & Co на Mill Street Belfast. Коли заступник реформатора Теобальд Метью проводив кампанію проти алкоголю, багато лікеро-горілчаних заводів в Ірландії закрили.  Після закриття лікеро-горілчаного заводу Девіс Муллалі та його родина емігрували до Австралії на Салсет в 1840 році. 

### George Killian's Red
Енніскорті був місцем розташування регіональної мікропивоварні, відкритої в 1864 році і належало нащадкам Джорджа Кілліана Летта. Під час їх роботи ель Кілліана майже повністю продавався в окрузі Вексфорд. Компанія GH Lett працює і сьогодні, але більше не виробляє власну продукцію. Зараз вони зосереджені на оптовій торгівлі магазинів, барів та готелів.  Killian's Red все ще продається за кордоном, і в даний час бренд утримує Brasseries Pelforth, SA.

### Кераміка
Кераміка мосту Карлі - одна з найстаріших керамік Ірландії, яка виготовляла глиняні горщики понад триста років. Педді Мерфі також був гончарем Енніскорті, а в 1980 році заснував кераміку Гілл-Вью, поруч із його будинком та поруч із Керамікою мосту Карлі. На його честь названа культурна пам’ятка «Шлях гончарів» - як він пройшов би цим маршрутом до свого дому. З моменту його смерті кераміку Гілл-В'ю перейняв його родич Дерек О'Рурк.

### Підприємницький центр
Enniscorthy Enterprise & Technology Center надає підтримку бізнесу, тренінги та інкубаційні приміщення для стартапів та малих та середніх підприємств.

## Транспорт
Енніскорті добре з'єднаний 121 км автострадою безпосередньо до Дубліна. Проект Enniscorthy Bypass, який був офіційно відкритий 18 липня 2019 року, також включає єдину проїзну частину, яка з'єднує N30 з M11, значно скорочуючи час у дорозі до Вотерфорда. 
Залізнична станція Енніскорті знаходиться на лінії Дублін – Росслер. Лінія закінчує залізничну станцію Дублін Конноллі в північному напрямку, тоді як у південному напрямку вона курсує до Росслар-Європорт, де вона з'єднується з паромом Stena Line до гавані Фішгард. Для підключення поїздів до Суонсі та Кардіфф-Сентрал до Паддінгтон (Лондон). Також є ірландські поромні сполучення з Росслер-Європорт до Пембрука та Шербурга. Станція відкрилася 16 листопада 1863 р. 
У Templeshannon є автобусна зупинка, звідки можна дістатися до Дубліна та інших міст.

## Спорт
До місцевих клубів гельської атлетичної асоціації (GAA) входять трилисники та репарі / зіркові фари. Ці два міські клуби змагаються як у герлінгі, так і в гельському футболі. Парк Св. Патріка - назва місцевої території GAA.

## Відомі особистості
- Бьорд Уолліс, співачка
- Мартін Кеш, транспортований засуджений, який став бушрангом у країні Ван Дімена (нині Тасманія, Австралія ), народився в Енніскорті в 1808 році
- Ентоні Кронін, поет і біограф Флана О'Браєна та Семюеля Бекета, корінний житель Енніскорті
- Марія Дойл Кеннеді, ірландська співачка та актриса, яка жила в місті в дитинстві
- Джеймс Едмонд (1822–1890), новатор золотошукач в Австралії, лідер повстання Еврики
- Вільям Генрі Граттан Флуд (1859–1928), плідний автор, історик і музикознавець, проживав в Енніскорті з 1895 до своєї смерті в 1928
- Ейлін Грей народилася в Браунсвуді, а згодом прославилася як дизайнер меблів та архітектор
- Даріл Джейкоб, жокей та вершник коня-переможця в Aintree Grand National 2012 року з Енніскорті
- Білл Лейсі, подвійний міжнародний футболіст, який на початку 20 століття виступав як за Ліверпуль, так і за  Евертон
- Адам Нолан, боксер у напівважкій вазі, який представляв Ірландію на Олімпійських іграх 2012 року
- Колм Тойбін, який народився в місті, написав кілька романів, що відбувалися в цьому районі
- Брати Чарльз (1836–1912) та Річард Рівз (1836–1910), які емігрували до Нової Зеландії, народилися в Енніскорті
- Джерард Вілан, автор, народився і живе в Енніскорті

## Міжнародні зв'язки
Енніскорті є побратимом з Жимоном у Франції.   Енніскорті також був місцем прийому команди та прихильниками Канади під час Спеціальної Олімпіади 2003 року.